# Grafhorst (Nederland)
Grafhorst (Nedersaksisch: Graffes(t) [xrɑf̬əs(t)]) is een stad in de gemeente Kampen, in de Nederlandse provincie Overijssel. Grafhorst kreeg in 1333 stadsrechten, maar wordt vanwege de grootte meestal aangeduid als een dorp. Hoewel de geschiedenis van de gemeenschap teruggaat tot 1333, verwoestte een brand op 5 mei 1849 vrijwel de gehele stad. Slechts drie van de zestig gebouwen stonden daarna nog overeind. Een man kwam daarbij om het leven, omdat hij na door omstanders te zijn gered terug in zijn huisje ging. In 2023 kende het ongeveer 1.050 inwoners.
Grafhorst is gelegen tussen het Ganzendiep, een water dat een verbinding vormt met de rivier de IJssel en het Zwarte Meer, en de Kamperzeedijk.
Tot 1 januari 1937 was Grafhorst een zelfstandige gemeente. Vervolgens maakte het deel uit van de gemeente IJsselmuiden. Toen de gemeente IJsselmuiden op 1 januari 2001 bij de gemeente Kampen werd gevoegd, ging ook Grafhorst deel uitmaken van Kampen.
Grafhorst telt de volgende straatnamen: Grafhorsterweg (hoofdweg), Jan van Dieststraat (gaf in 1333 stadsrechten aan Grafhorst), Meenteweg, Dirkje Kerkemaat (is gebouwd op grond die in het verleden eigendom was van Dirkje van de Kerke), Zalmhof, Achterstraat, Kerkstraat, Voorstraat, Branderdijk, Noorderwaardweg, Buitenwaarden en de Kamperzeedijk. Er is één basisschool en er zijn drie kerken: een van de Oud Gereformeerde Gemeente in Nederland, een van de Hersteld Hervormde Kerk (HHK) en een van de Hervormde Gemeente (PKN). Grafhorst is een kerkelijke plaats. Bij de Tweede Kamerverkiezingen van 2012 behaalde de SGP net geen meerderheid van de stemmen in de stad, 45%
In het Ganzendiep direct naast Grafhorst is in de Tweede Wereldoorlog een bommenwerper neergeschoten (door een landwacht vanuit polder Mastenbroek). Eén persoon heeft dit overleefd, de andere 6 vliegeniers kwamen om en liggen begraven op de begraafplaats van Grafhorst.
Aan het eind van de 19e eeuw was de voornaamste inkomstenbron de visserij en riet kappen voor gebruik bij rietdekken. Vanwege de grootte van de gemeenschap moeten inwoners nu, begin 21e eeuw, hun inkomsten meestal ergens anders vinden.
Uitsluitend inwoners van Grafhorst worden tot de Burgerij van Grafhorst gerekend.

## Biestemarkt
Traditioneel wordt in Grafhorst sinds 1333 in oktober de "biestemarkt" (beestenmarkt) gehouden, een dorpsfeest annex veemarkt. Het vee is inmiddels al jaren niet meer te bekennen, maar het traditionele feest wordt nog steeds gevierd op de tweede dinsdag van oktober, Grafhorsters en oud-Grafhorsters komen dan bij elkaar om paling en krentenbrood te eten, al dan niet onder het genot van alcoholische versnaperingen.